# Bundesgymnasium Blumenstraße
Das Bundesgymnasium Blumenstraße (BG Blumenstraße) ist ein österreichisches Bundesgymnasium in der Vorarlberger Landeshauptstadt Bregenz. An der Schule gibt es sowohl eine Unter- als auch eine Oberstufe. Es werden Schüler von 10 bis 18 Jahren unterrichtet und die Oberstufe schließt mit Matura ab.

## Geschichte
Die Idee eines Bregenzer Gymnasiums hatte es in den 1870er bis 1890er Jahren schwer, da sich in diesen Jahren die vormals tonangebenden Liberalen und die dann erstarkenden Katholisch-Konservativen im Bildungssektor ideologisch bekämpften. Im Gegensatz zum Landtag war die Bregenzer Stadtvertretung liberal geprägt. Vor allem diese städtischen Liberalen wollten auch in Bregenz ein Gymnasium haben, den liberalen Idealen gemäß staatlich und nicht-konfessionell, was im Widerspruch zu den Katholisch-Konservativen stand, die sogar die Aufhebung der Maigesetze, die die Kirche aus dem Bildungswesen aussperrte, und die Organisation der Vorarlberger Volksschulen allein durch die Kirche forderte.
Der später zum Ehrenbürger ernannte liberale Bregenzer Bürgermeister Josef Huter (1844–1902) sprach beim Kaiser vor und rang der Stadt die Verpflichtung ab, den Aufbau eines Gymnasiums finanziell und mit Räumlichkeiten zu unterstützen. Bedenken des zuständigen Ministeriums, dass ein neu errichtetes Gymnasium in Bregenz eine Konkurrenz zu einem bereits bestehenden Feldkircher Gymnasium darstellen würde, verhinderten die Realisierung des Projekts.

### Eröffnung eines privat geführten Gymnasiums 1895
Da die Errichtung eines staatlichen Gymnasiums vorerst nicht möglich war, wurde am 30. September 1895 als „Communal-Obergymnasium Bregenz“ ein privat geführtes Gymnasium, mit Öffentlichkeitsrecht eingeweiht. Im März 1896 wurde die Schule im Kontorhaus der ehemaligen Seidenfabrik Schwerzenbach in der Bahnhofstraße 43 untergebracht.
Im Juni 1896 wurde ein „Verein zur Unterstützung dürftiger Schüler des Communal-Gymnasiums Bregenz“ gegründet. Diese Vorläuferorganisation des Elternvereins unterstützte allerdings nur „gute und brave Schüler“. In den folgenden Jahren wurde das Öffentlichkeitsrecht schrittweise auf die gesamte Unterstufe ausgedehnt, 1899 die Einführung der Oberstufe beschlossen und im Jahre 1903 traten die ersten Maturanten zur Reifeprüfung an. Trotz der ab 1900 zugeteilten Staatssubventionen und der Beiträge der Eltern schrieb das Bregenzer Gymnasium finanzielle Verluste an. Am 1. September 1907 folgte die Verstaatlichung und somit der Status „k.u.k. Gymnasium“. Der Umzug in die Räumlichkeiten in der Gallusstraße erfolgte am 22. Dezember 1913.
Die stetigen politischen Konflikte färbten auch auf die Schüler ab, so dass 1907 Oberstufenschüler die katholische Mittelschulverbindung „Kustersberg“ trotz des Verbots einer Vereinsmitgliedschaft für Schüler gründeten. In den Jahren von 1910 bis 1916 wurden zudem mehrere meist kurzlebige deutschvölkische Verbindungen gegründet und erst die 1919 gegründeten „Nibelungen“ sollten länger überdauern.
Während des Ersten Weltkrieges meldeten auch viele Schüler und Lehrer des Bregenzer Gymnasiums sich freiwillig zur Front. In den folgenden Jahren sollte das Gymnasium mit einem Lehrermangel und stetig rückläufigen Schülerzahlen zu kämpfen haben, beispielsweise bestand der Maturajahrgang 1917 nur noch aus einem einzigen Schüler. Wie an anderen Bildungsanstalten der Donaumonarchie wurden auch hier militärische Fähigkeiten wie Schießübungen, Orientierungslauf et cetera durch einen Offizier vermittelt. Außerdem wurden die Schulräumlichkeiten als Kriegsspital und Veranstaltungssaal für Kriegsanleihenvorträge verwendet und mehrere wohltätige Sammlungen durchgeführt.

### Überleitung des Kommunalgymnasiums in eine staatliche Schule
Nach 1918 wurde das Gymnasium als „Bundesanstalt“ geführt. Dies betraf die Schulleitung ebenso wie den Lehrkörper und vor allem die Einflussnahmen. Nun waren dies die staatliche Unterrichtsverwaltung und der Landesschulrat. Landeshauptmann Dr. Otto Ender wollte das ehemals liberale Gymnasium ganz unter den Einfluss der christlichsozialen Partei bringen und setzte sich auch bei der Direktorenbestellung 1920 mit Dr. Ambros Gut durch. Dieser hat die Schule durch die schwierige Nachkriegszeit gesteuert. Er erstellte auch gemeinsam mit Oberstufenschülern eine erste Schul- und Hausordnung. Von liberalen Stadtvertretern geforderte Koedukation wurde sowohl von Landeshauptmann, Landesschulrat und Professoren abgelehnt.
Die weltanschaulichen Auseinandersetzungen der 1930er Jahre haben natürlich auch innerhalb der Schule stattgefunden. Sowohl die Lehrerschaft als auch die Schüler erlebten die immer tiefere Spaltung des bürgerlichen Lagers. 1938 wurde ein Parteigänger der NSDAP aus der Lehrerschaft neuer Direktor. Im letzten Kriegsjahr gab es kaum mehr geregelten Unterricht. Teile des Hauses wurden als Kriegslazarett verwendet. Ab Mitte April 1945 war der Schulbetrieb endgültig eingestellt.

### Restauration nach 1945
Im Herbst 1945 wurde der Schulbetrieb wieder aufgenommen. Das Gebäude wurde Schritt für Schritt wieder in Stand gesetzt. Als Schulform wurde wieder die humanistische Variante gewählt, wenngleich es bereits Diskussionen über die Notwendigkeit oder Nützlichkeit des Griechischen gab. Das Schuljahr 1963/64 brachte dann aber das Ende des humanistischen Gymnasiums alten Stils.
Nun wurde ab der ersten Klasse Englisch, ab der dritten Latein und ab der fünften wahlweise Griechisch oder Französisch unterrichtet. 1956 ging das Schulgebäude unentgeltlich in den Besitz des Bundes über. 1968 wurde das sogenannte Nebengebäude bezogen, in dem acht Klassen untergebracht werden konnten. Bis 1980 stieg die Schülerzahl kontinuierlich auf 900 an. Damit war auch das Fassungsvermögen des Nebengebäudes weit überschritten.

### Der Neubau an der Blumenstraße

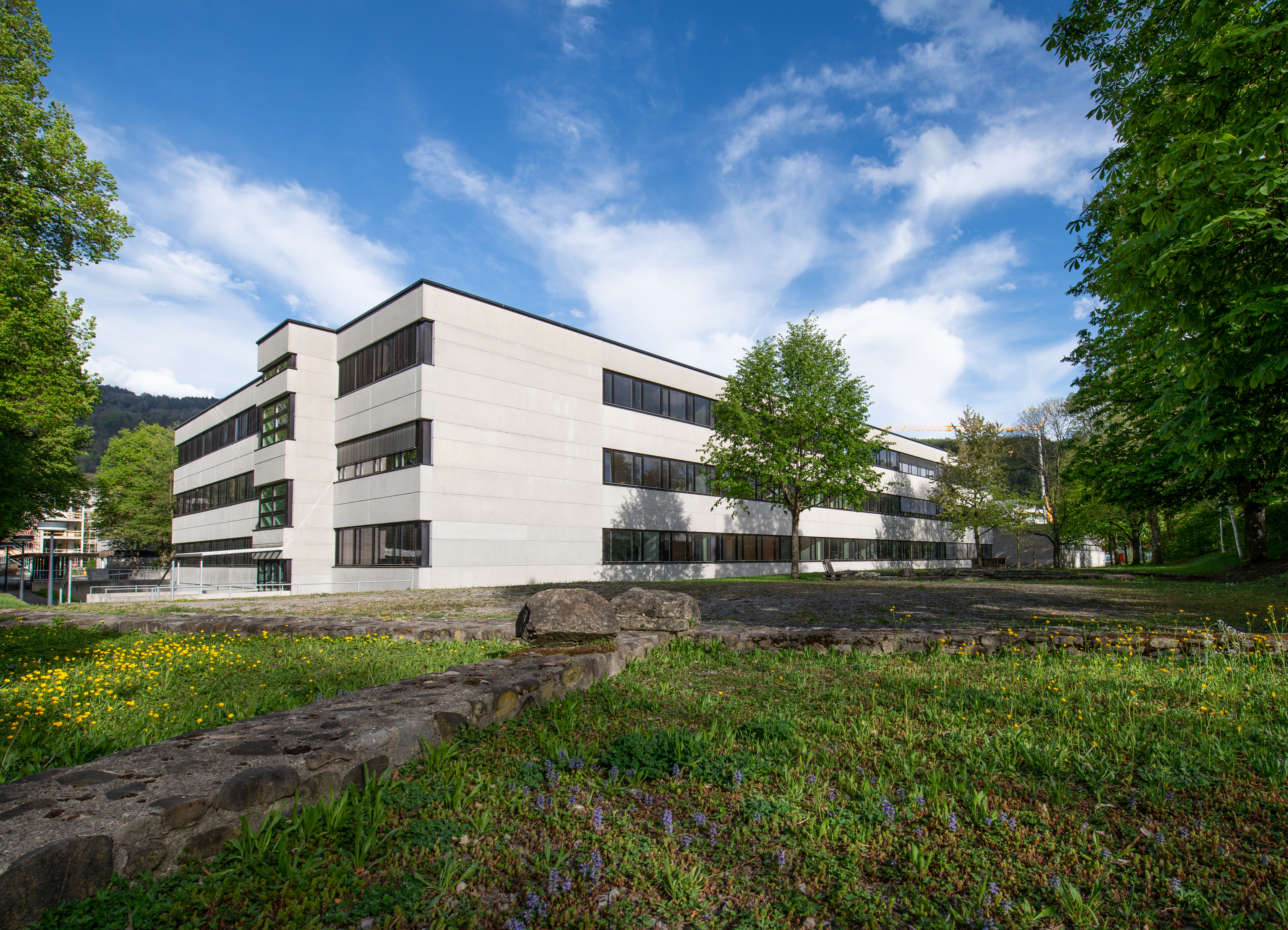
Außenansicht

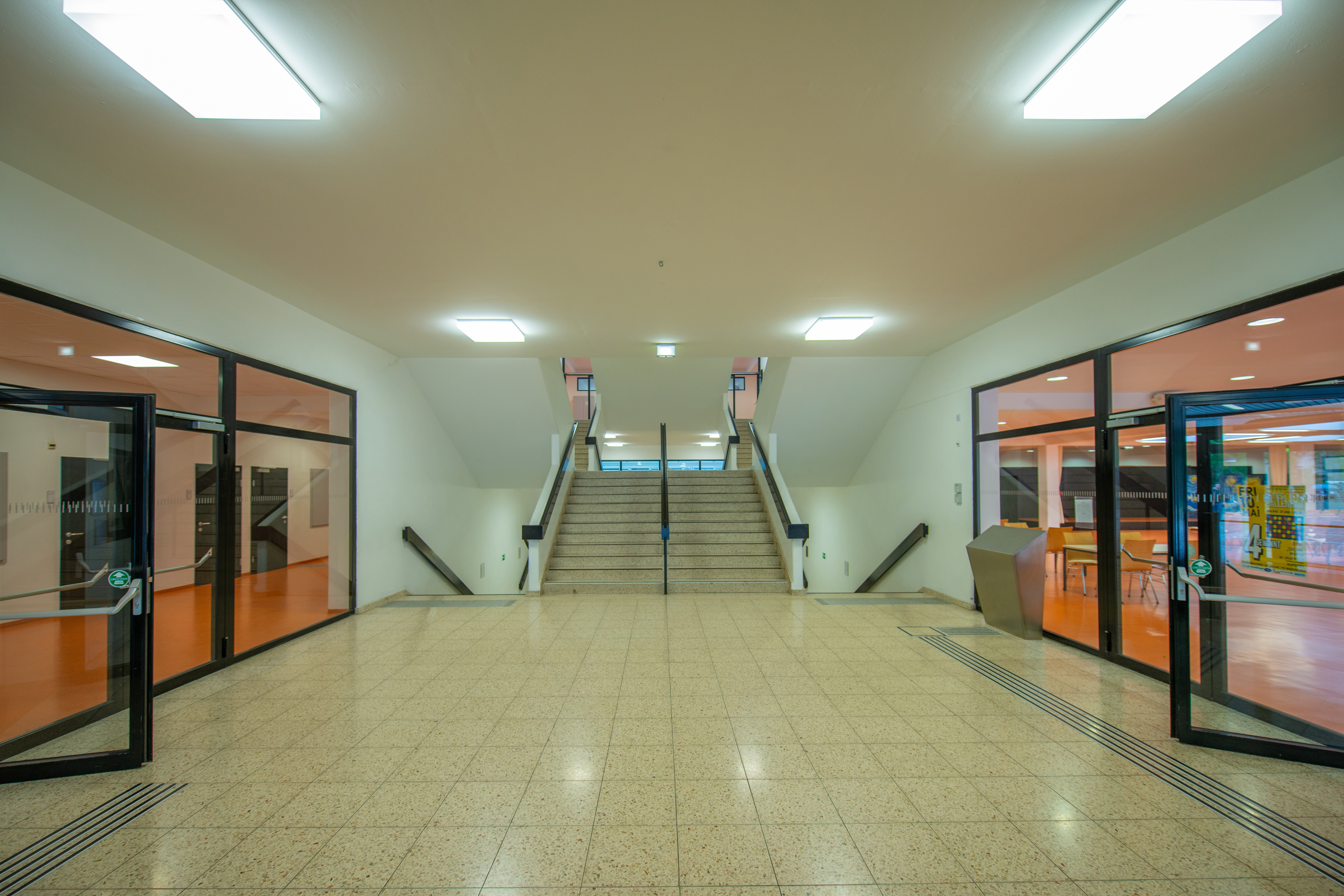
Stiegenhaus

Bereits 1970 erwarb die Stadt Bregenz für einen allfälligen Neubau ein Grundstück zwischen Ölrain und Riedergasse in der Größe von 20.000 m². Zwei Jahre später wurde der Neubau vom Ministerium beschlossen und weitere 5.000 m² Grund erworben. Nach extensiven Planungen legte man sich schließlich auf ein koedukativ geführtes Gymnasium mit zwei Typen und insgesamt 32 Klassen fest. Die Umsiedlung des Knabengymnasiums in die Blumenstraße erfolgte schließlich 1980. In das Gebäude in der Gallusstraße 4 zog 1983 nach einer grundsätzlichen Renovierung das ehemalige Mädchengymnasium und heutige Bundesgymnasium Gallusstraße ein, das nun ebenfalls koedukativ geführt wurde.

## Architektur
Im Jahre 2002 wurde von der österreichischen Bundesimmobiliengesellschaft die Erweiterung und Sanierung des Bundesgymnasiums Blumenstraße Bregenz in Auftrag gegeben. Das Bregenzer Architektenbüro Cukrowicz Nachbaur Architekten übernahm unter der Projektleitung von Anton Nachbaur-Sturm und Michael Abt die Umsetzung des Projekts. Die Umbauarbeiten starteten 2005 mit der Umsiedlung der Schüler in zur Verfügung gestellte Container auf dem Sportplatz und in das nahegelegene Marianum.
2007 wurden diese Umbauten beendet. Der alte Schulkomplex wurde dann wie folgt umgestaltet: Der prägnante Solitär des Gymnasiums mit seiner charakteristischen Sichtbetonfassade und den durchlaufenden horizontalen Fensterbändern sowie die klare, innere und äußere Gebäudestruktur waren die Anknüpfungspunkte für das architektonische Konzept der Erweiterung. Ziel des Entwurfes war es, die notwendige Erweiterung des Raumprogramms möglichst unauffällig und wirtschaftlich in die bestehende Schulanlage zu integrieren, ohne den Baukörper durch zusätzliche Zubauten oder eine Teilaufstockung architektonisch zu belasten. Der ursprünglich eingeschoßige Verbindungstrakt zwischen Schule und Turnhalle wurde um zwei Geschoße aufgestockt. In diesem Bereich befinden sich nun vier zusätzliche Klassenräume sowie großzügige Aufenthalts- und Pausenflächen. Außerdem konnten durch den Ausbau des ehemaligen Fahrradraumes im Untergeschoß weitere Nutzflächen für Sonderunterrichtsräume adaptiert werden.
Die Materialisierung des Bestandes wurde beim Erweiterungsvolumen fortgeführt und ermöglicht ein einheitliches und klares Erscheinungsbild der Gesamtanlage. Schwerpunkt bei der Sanierung des Bestandes war das Bestreben einer besseren natürlichen Belichtung aller Aufenthalts- und Unterrichtsbereiche. Maßgeblich hierfür sind neue großformatige Fenster und die konsequent helle Ausführung aller Wand- und Deckenflächen. Ein orangefarbiger Kautschukbelag prägt das neue Erscheinungsbild und soll der Schule einen heiteren und angenehmen Charakter verleihen. Die bestehenden Außenbereiche wurden neu geordnet und gestaltet. Die archäologischen Ausgrabungen im Südwesten, das themenbezogene Bepflanzungskonzept der Freibereiche sowie der bestehenden Pflanzentröge im Pausenhof sind Teile eines pädagogischen Gesamtkonzeptes und dienen unmittelbar als Lern- und Anschauungsobjekte für den Unterricht. Ein neuer überdachter Fahrradstand bildet den räumlichen Abschluss des Pausenplatzes im Nordwesten.

## Schulprofil
- Die Schüler können hier den Europäischen Computer-Führerschein (ECDL) erwerben und Prüfungen dazu ablegen.[6]
- Im Sportbereich existiert eine große Auswahl an Sportarten. Die Teilnehmer können in Kleingruppen mit ausgebildeten Trainern in drei Turnhallen, sowie auf einem Beach-Volleyball, einem Hartplatz und einem Sportplatz ihrer Neigung nachgehen.
- Im Rahmen des Social Network existierten die Projekte Kids4Kids, Schulmediation und die Klassenvorstandsstunden, die ab dem Schuljahr 2005/06 zum gemeinsamen Projekt „Ich-Du-Wir“ – Soziales Lernen am BG Blumenstraße zusammengeführt wurden.[7]

## Persönlichkeiten
Ehemalige Schüler
- Emil Schneider (1883–1961), ehemaliger österreichischer Politiker (ÖVP)
- Adolf Helbok (1883–1968), österreichischer Historiker, Volkskundler und nationalsozialistischer Rassenkundler
- Lorenz Böhler (1885–1973), österreichischer Chirurg
- Julius Wachter (1899–1986), Bürgermeister von Bregenz und Mitbegründer der Bregenzer Festspiele
- Benedikt Bilgeri (1906–1993), Lehrer und Historiker
- Paulus Rusch (1903–1986), Bischof von Innsbruck
- Bruno Wechner (1908–1999), Bischof von Feldkirch
- Hugo Kleinbrod (1910–1970), Priester und Gründer des Vorarlberger Kinderdorfs
- Günter Haiden (1926–2004), österreichischer Politiker
- Sieghardt Rupp (1931–2015), Schauspieler
- Fritz Mayer (1933–1988), österreichischer Politiker
- Herbert Sausgruber (* 1946), ehemaliger österreichischer Politiker (ÖVP)
- Meinrad Pichler (* 1947), Vorarlberger Mittelschullehrer und Historiker
- Reinhard Haller (* 1951), Psychiater und Psychotherapeut
- Günter Bischof (* 1953), österreichisch-amerikanischer Historiker
- Hermann Kaufmann (* 1955), österreichischer Architekt; bis 2021 Universitätsprofessor an der TU München.
- Benno Elbs (* 1960), römisch-katholischer Bischof
- Bernhard Weber (* 1963), österreichischer Politiker (GRÜNE), Musiker, Kommunikationsberater
- Christina Walker (* 1971), Schriftstellerin
- Christoph Feurstein (* 1972), Journalist
- Veronika Morscher (* 1991), Songwriterin und Jazzsängerin